# Erik von Detten
Erik Thomas von Detten (San Diego, 3 de outubro de 1982) é um ator norte-americano. Seus papéis mais conhecidos são nos filmes Brink! (1998), O Diário da Princesa, (2001) e Confissões de Uma Garota Americana (2002).

## Biografia
Von Detten nasceu em San Diego, Califórnia. Seu pai, Volker von Detten, é um imigrante de Munique na Alemanha. Sua mãe Susan Farber é uma fotógrafa norte-americana . Ele tem três irmãs, que se chamam Dolly, Britta e Andrea, e um irmão Timothy.

## Filmografia
| Filmes    | Filmes                                             | Filmes                             |                       |
| Ano       | Título Original                                    | Papel                              |                       |
| --------- | -------------------------------------------------- | ---------------------------------- | --------------------- |
| 1991      | All I Want for Christmas                           | Membro do coral                    |                       |
| 1993      | Night Sins                                         | Nicholas Alamain (para TV)         |                       |
| 1994      | In the Best of Families: Marriage, Pride & Madness | John, mais velho (para TV)         |                       |
| 1995      | A Season of Hope                                   | Tyler Hackett (para TV)            |                       |
| 1995      | Top Dog                                            | Matthew Swanson                    |                       |
| 1995      | Kidnapped: In the Line of Duty                     | Sam Honeycutt (para TV)            |                       |
| 1995      | Escape to Witch Montain                            | Danny (para TV)                    |                       |
| 1995      | Toy Story                                          | Sid (voz)                          |                       |
| 1996      | A Stranger to Love                                 | Justin (para TV)                   |                       |
| 1996      | Christmas Every Day                                | Billy Jackson (para TV)            |                       |
| 1996      | Amanda                                             | Kelsey Farnsworth                  |                       |
| 1997      | Things That Go Bump                                | Christian (para TV)                |                       |
| 1997      | Hercules                                           | Vozes adicionais                   |                       |
| 1997      | Leave It to Beaver                                 | Wallace 'Wally' Cleaver            |                       |
| 1998      | Brink!                                             | Andy 'Brink' Brinker (para TV)     |                       |
| 1999      | Replacing Dad                                      | Drew (para TV)                     |                       |
| 1999      | Tarzan                                             | Vozes adicionais                   |                       |
| 2001      | Recess: School's Out                               | Erwin Lawson / Captão Brad (voz)   |                       |
| 2001      | The Princess Diaries                               | Josh Bryant                        |                       |
| 2001      | Recess Christmas: Miracle on Third Street          | Erwin Lawson (voz)                 |                       |
| 2002      | American Girl                                      | Kenton                             |                       |
| 2003      | National Lampoon's Barely Legal                    | Deacon                             |                       |
| 2003      | Recess: All Growed Down                            | Erwin Lawson (voz)                 |                       |
| 2005      | Smile                                              | Chris                              |                       |
| 2007      | Girl Positive                                      | Jason Bartlett (para TV)           |                       |
| 2010      | Toy Story 3                                        | Sid Phillips /Garbage Man #1 (voz) |                       |
| Séries    |                                                    |                                    |                       |
| Ano       | Título                                             | Papel                              | Episódios             |
| 1992-1993 | Days of Our Lives                                  | Nicholas James Alamain             | Episódio desconhecido |
| 1994      | Aaahh!!! Real Monsters                             | Vic                                | 1 episódio            |
| 1995      | ER                                                 | Ben Larkin                         | 1 episódio            |
| 1996      | Life with Louie                                    |                                    | 1 episódio            |
| 1996      | Mr. Rhodes                                         | Milo                               | 1 episódio            |
| 1996      | 7th Heaven                                         | Randy                              | 1 episódio            |
| 1997      | Meego                                              | Trip Parker                        | 1 episódio            |
| 1998      | You Wish                                           | Jeff Collins                       | 1 episódio            |
| 1998-2001 | Recess                                             | Erwin Lawson                       | 5 episódios           |
| 1999-2000 | Odd Man Out                                        | Andrew Whitney                     | 13 episódios          |
| 1999-2001 | So Weird                                           | Clu Bell                           | 20 episódios          |
| 2001      | Raising Dad                                        | Brad Singer                        | 1 episódio            |
| 2001      | The Legend of Tarzan                               | Flynt                              | 4 episódios           |
| 2002-2003 | Dinotopia                                          | Karl Scott                         | 11 episódios          |
| 2003      | Law & Order: Special Victims Unit                  | Drew Lamerly                       | 1 episódio            |
| 2003      | Charmed                                            | Repórter do jornal                 | 2 episódios           |
| 2004      | 8 Simple Rules                                     | Erik                               | 1 episódio            |
| 2004-2005 | Complete Savages                                   | Chris Savage                       | 18 episódios          |
| 2005      | Malcolm in the Middle                              | Brad                               | 1 episódio            |
| 2006      | Brandy & Mr. Whiskers                              | Voz                                | 1 episódio            |
| 2007      | Avatar: The Last Airbender                         | Chan (voz)                         | 1 episódio            |
| 2008      | Bones                                              | Ed Dekker                          | 1 episódio            |

## Prêmios e indicações
| Prêmios | Prêmios   | Prêmios             | Prêmios                                                                  | Prêmios             |
| Ano     | Resultado | Premiação           | Categoria                                                                | Título              |
| ------- | --------- | ------------------- | ------------------------------------------------------------------------ | ------------------- |
| 1994    | Indicado  | Young Artist Awards | Melhor Jovem Ator[carece de fontes?]                                     | Days of Our Lives   |
| 1997    | Indicado  | YoungStar Awards    | Melhor Ator Jovem em Filme Para TV[carece de fontes?]                    | Christmas Every Day |
| 1997    | Indicado  | Young Artist Awards | Melhor Ator Jovem em Filme Para TV/Minissérie[carece de fontes?]         | Christmas Every Day |
| 1998    | Indicado  | Young Artist Awards | Melhor Jovem Ator Coadjuvante[carece de fontes?]                         | Foi Sem Querer      |
| 2000    | Indicado  | YoungStar Awards    | Melhor Elenco Jovem - Televisão[carece de fontes?]                       | So Weird            |
| 2000    | Indicado  | Young Artist Awards | Melhor Elenco Jovem[carece de fontes?]                                   | So Weird            |
| 2001    | Indicado  | Young Artist Awards | Melhor Elenco Jovem em Série de TV (Drama ou Comédia)[carece de fontes?] | So Weird            |